# Malichus II
Malichus II  was 40 - 70 n.Chr. koning van de Nabateeërs.
Malichus II was de zoon en opvolger van Aretas IV. Hoewel zijn koninkrijk niet meer dan een vazalstaat van het Romeinse Rijk was heerste er in zijn tijd vrede en voorspoed.
Malichus werd opgevolgd door zijn zoontje Rabel II.